# Shahe, Xingtai
Shahe är en stad på häradsnivå i norra Kina  och en del av Xingtais stad på prefekturnivå  i provinsen Hebei. Den är belägen strax söder om staden Xingtai  omkring 380 kilometer sydväst om huvudstaden Peking och har ungefär en halv miljon invånare på en yta av 999 km².

## Demografi
| Område                         | Invånarantal 1 juli 1990 | Invånarantal 1 november 2000 |
| ------------------------------ | ------------------------ | ---------------------------- |
| Stad (de jure)                 | Ingen uppgift            | 474 226                      |
| Stad (de facto)                | 420 980                  | 474 260                      |
| Urban befolkning (de facto)    | 136 804                  | 178 024                      |
| ...varav centralort (de facto) | 97 461                   | Ingen uppgift                |